# 浪穹州
浪穹州，中国古代的州。
唐朝初年设置，治所位於現今中華人民共和國云南省洱源县。辖境相当今云南省洱源县一带，隸屬於姚州。后來被廢除。